# Zmarli w roku 1859
Lista osób zmarłych w 1859:

## styczeń 1859
- 13 stycznia
  - Dominik Phạm Trọng Khảm, wietnamski męczennik, święty katolicki[1]
  - Łukasz Phạm Trọng Thìn, wietnamski męczennik, święty katolicki[2]
- 20 stycznia – Bettina von Arnim, niemiecka pisarka[3]
- 29 stycznia – William Cranch Bond, amerykański astronom[4]

## luty 1859
- 13 lutego – Paweł Lê Văn Lộc, wietnamski duchowny katolicki, męczennik, święty[5]
- 23 lutego – Zygmunt Krasiński, polski poeta i dramaturg[6]

## marzec 1859
- 11 marca
  - Józef Phạm Trọng Tả, wietnamski męczennik, święty katolicki[7]
  - Dominik Cẩm, wietnamski duchowny katolicki, święty[8]
- 29 marca – Ludwik Markiefka, duchowny rzymskokatolicki[9]

## kwiecień 1859
- 16 kwietnia – Alexis de Tocqueville, francuski myśliciel polityczny, socjolog, polityk[10]

## maj 1859
- 6 maja – Alexander von Humboldt, przyrodnik i geograf[11]
- 28 maja – Paweł Hạnh, wietnamski męczennik, święty katolicki[12]

## czerwiec 1859
- 11 czerwca – Klemens Lothar von Metternich, austriacki polityk i dyplomata[13]

## lipiec 1859
- 31 lipca
  - Piotr Đoàn Công Quý, wietnamski duchowny katolicki, męczennik, święty[14]
  - Emanuel Lê Văn Phụng, wietnamski męczennik, święty katolicki[15]

## sierpień 1859
- 4 sierpnia – Jan Maria Vianney, francuski duchowny katolicki, proboszcz w Ars, święty[16]
- 14 sierpnia – Elżbieta Renzi, włoska zakonnica, błogosławiona katolicka[17]

## wrzesień 1859
- 15 września – Isambard Kingdom Brunel, brytyjski inżynier, konstruktor statków parowych i mostów[18]
- 18 września – Leon Szubert, polski rzeźbiarz[19]

## październik 1859
- 4 października – Karl Baedeker, niemiecki księgarz i wydawca przewodników turystycznych[20]
- 12 października – Robert Stephenson, angielski inżynier kolejnictwa[21]

## grudzień 1859
- 2 grudnia – John Brown, amerykański abolicjonista, skazany na śmierć[22]
- 8 grudnia – Thomas de Quincey, brytyjski pisarz oraz myśliciel epoki romantyzmu, eseista[23]
- 16 grudnia – Wilhelm Karl Grimm, bajkopisarz niemiecki, młodszy z braci Grimm[24]